# Eclipse Foot-Ball Club
La Sociedad Deportiva Eclipse Foot-Ball Club fou un antic club de futbol espanyol de la ciutat de Santander.
El club va ser fundat l'any 1920 per treballadors de la Societé General des Cirages Françaises et Forges d'Hennebon, fàbrica de betum situada al barri de Puertochico a Santander. Aquesta empresa, de capital francès, produïa una crema per a calçat anomenada Eclipse, de la quan l'equip n'agafà el nom. Jugava al camp de Los Arenales, al barri de Castilla-Hermida.
L'any 1922 fou un dels clubs fundadors del Campionat Regional de Cantàbria. Debutà el 1923 a la Sèrie B, on fou campió el 1924 i l'any següent jugà a la Sèrie A. Va arribar a jugar la Copa espanyola l'any 1931, on fou eliminat pel Reial Madrid.

## Palmarès
- Campionat Regional de Cantàbria Sèrie B:
  - 1924